# Chelidonium asiaticum
Chelidonium asiaticum là một loài thực vật có hoa trong họ Anh túc. Loài này được (Hara) Krahulc. mô tả khoa học đầu tiên năm 1982.

## Hình ảnh

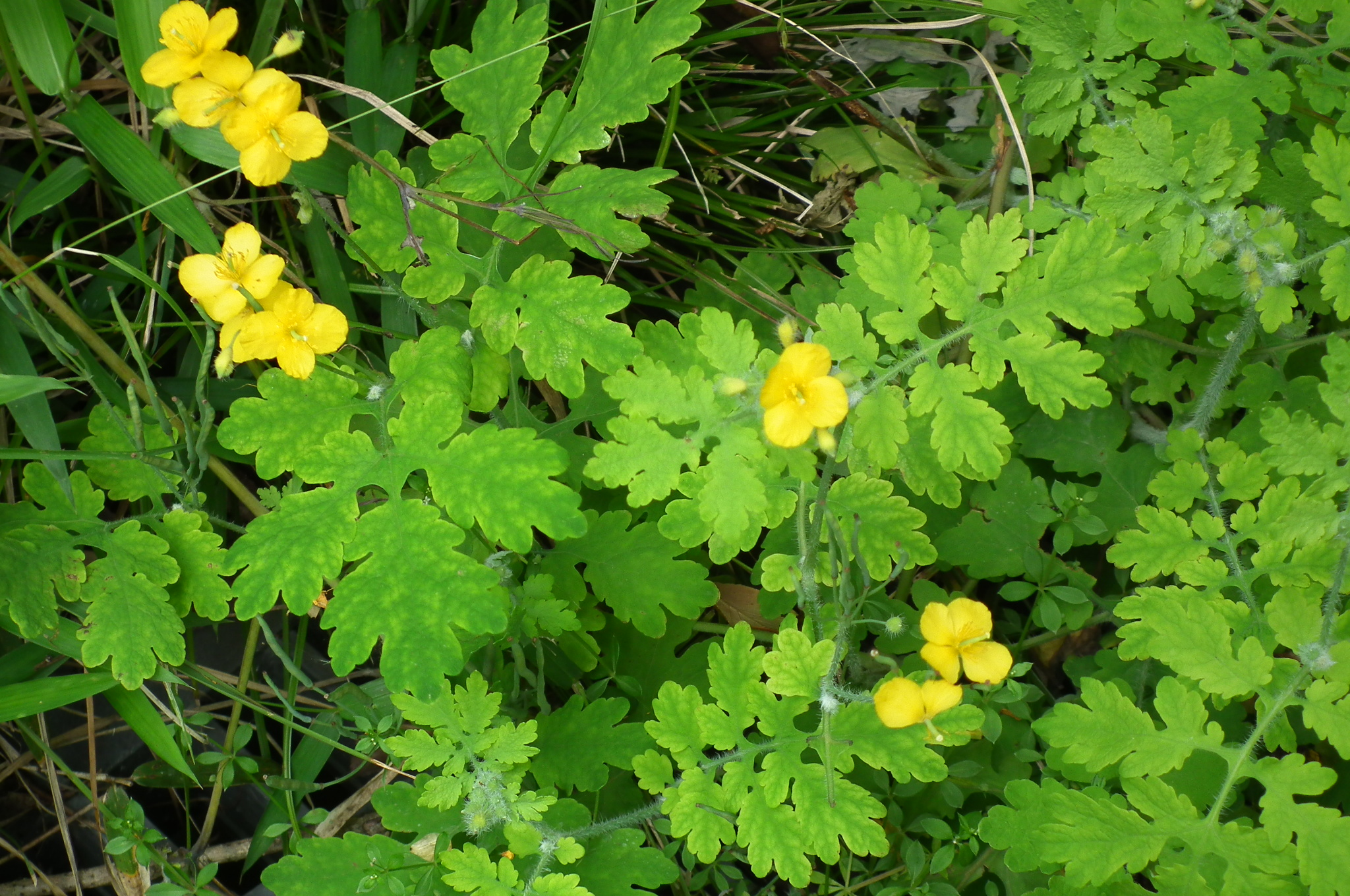